# Seth Lugo
Jacob Seth Lugo (né le 17 novembre 1989 à Shreveport, Louisiane, États-Unis) est un lanceur droitier des Royals de Kansas City de la Ligue majeure de baseball. Il a joué auparavant avec les Mets de New York (2016-2022) et les Padres de San Diego (2023).

## Carrière
Joueur des Gentlemen du Centenary College of Louisiana, Seth Lugo est repêché par les Mets de New York au 34e tour de sélection en 2011. Il commence sa carrière professionnelle en ligues mineures avec un club affilié aux Mets en 2011 mais rate toute la saison 2012 après un diagnostic de spondylolisthésis qui est traité par une fusion de vertèbres.
Il fait ses débuts dans le baseball majeur le 1er juillet 2016 pour les Mets de New York. À sa saison recrue, il maintient une brillante moyenne de points mérités de 2,67 en 64 manches lancées. Il amorce 8 parties sur 17 comme lanceur partant. Il est remarqué pour la qualité de sa balle courbe qui effectue 3 318 tours par minute en moyenne, plus que les balles courbes de tout autre lanceur des majeures en 2016.
Lugo porte les couleurs de Porto Rico à la Classique mondiale de baseball 2017. Il lance 5 manches et un tiers sans accorder de point au Venezuela lors d'une victoire des Portoricains durant la ronde initiale de la compétition. Il est le lanceur partant contre les États-Unis dans un match de deuxième tour du tournoi, gagné 6-5 par Porto Rico, ainsi que dans le match de finale. Il est cependant le lanceur perdant de cette finale gagnée par les Américains.